# Hardy Rafn
Hardy Peter Vilhelm Jens Rafn (* 17. September 1930 in Slagelse; † 23. Januar 1997 in Skagen) war ein dänischer Schauspieler.

## Leben
Hardy Rafn wuchs im ostdänischen Slagelse auf. Nach seinem Schulabschluss machte er zunächst eine Ausbildung zum Fischer. In diesem Beruf war er dann einige Jahre lang tätig.
Er absolvierte seine Schauspielausbildung von 1953 bis 1956 an der Eleveskole des Königlichen Theaters Kopenhagen, wo er am 9. Februar 1956 auch sein Bühnendebüt als Darsteller hatte und dort anschließend bis zum Jahr 1960 als festes Ensemblemitglied engagiert war. Als Bühnendarsteller wirkte er in zahlreichen Theaterstücken, Musicals und in Kabarett-Programmen mit, so unter anderem auch am Odense Teater, am Aarhus Teater, am Folketeatret, am Theater Helsingør oder am Det Ny-Theater. Daneben spielte er auch an Kleinkunstbühnen oder an Provinztheatern.
Rafn wirkte in seiner rund vier Jahrzehnte lang andauernden Karriere als Schauspieler vor der Kamera von 1956 bis 1997 in mehr als 60 Film-und-Fernsehproduktionen mit. Oftmals trat er dabei in einer Nebenrolle auf. Seine erste Rolle spielte er in einem Film der insgesamt achtteiligen Vater-hoch-vier-Filmreihe. Er spielte unter anderem in der beliebten Serie Die Leute von Korsbaek und in der ersten dänischen Sitcom Een store Familie mit. Seine letzte Rolle spielte er im Jahr 1997 in dem Kurzfilm Sweethearts. Rafn war auch als Synchronsprecher für Zeichentrickfilme tätig, wie beispielsweise für Tim und Struppi.
Rafn war verheiratet und hatte mehrere Kinder, darunter auch der Drehbuchautor Torbjørn Rafn (* 1972). Er starb am 23. Januar 1997 im Alter von 66 Jahren in Skagen. Seine Asche wurde im Meer verstreut.

## Filmografie (Auswahl)
- 1956: Vater hoch vier (Filmreihe)
- 1961: Reptillicus
- 1966: Der Bettelprinz
- 1968: Das liebste Spiel
- 1970: Tintomera
- 1973: Ich und die Mafia
- 1975: Familie Gyldenkal
- 1977: Ein Haus in der Provinz (Fernsehserie, 1 Folge)
- 1979: Die Leute von Korsbaek (Fernsehserie, 4 Folgen)
- 1980: Der Augenblick
- 1981: Gummitarzan
- 1982: Een store Familie (Sitcom, 11 Folgen)
- 1983: Andorra
- 1984: Privatdetektiv Anthonsen (Fernsehserie, 1 Folge)
- 1988: Eine ungewöhnliche Entführung
- 1991: Europa
- 1992: Call Me Liva (TV-Vierteiler)
- 1995: Little John
- 1997: Royal Blues
- 1997: Das Auge des Adlers
- 1997: Sweethearts